# Les Loges-sur-Brécey
Les Loges-sur-Brécey és un municipi francès situat al departament de la Manche i a la regió de Normandia. L'any 2007 tenia 148 habitants.

## Demografia

### Població
El 2007 la població de fet de Les Loges-sur-Brécey era de 148 persones. Hi havia 60 famílies de les quals 16 eren unipersonals (4 homes vivint sols i 12 dones vivint soles), 20 parelles sense fills, 16 parelles amb fills i 8 famílies monoparentals amb fills.
La població ha evolucionat segons el següent gràfic:
Habitants censats

### Habitatges
El 2007 hi havia 91 habitatges, 58 eren l'habitatge principal de la família, 19 eren segones residències i 15 estaven desocupats. Tots els 91 habitatges eren cases. Dels 58 habitatges principals, 46 estaven ocupats pels seus propietaris, 9 estaven llogats i ocupats pels llogaters i 3 estaven cedits a títol gratuït; 6 tenien dues cambres, 13 en tenien tres, 14 en tenien quatre i 25 en tenien cinc o més. 41 habitatges disposaven pel capbaix d'una plaça de pàrquing. A 33 habitatges hi havia un automòbil i a 23 n'hi havia dos o més.

### Piràmide de població
La piràmide de població per edats i sexe el 2009 era:
| Homes | Edats   | Dones |
| ----- | ------- | ----- |
| 0     | 95 o +  | 0     |
| 0     | 90 a 94 | 0     |
| 4     | 85 a 89 | 0     |
| 0     | 80 a 84 | 0     |
| 0     | 75 a 79 | 4     |
| 4     | 70 a 74 | 4     |
| 4     | 65 a 69 | 12    |
| 24    | 60 a 64 | 8     |
| 4     | 55 a 59 | 8     |
| 0     | 50 a 54 | 0     |
| 0     | 45 a 49 | 0     |
| 0     | 40 a 44 | 4     |
| 12    | 35 a 39 | 8     |
| 0     | 30 a 34 | 0     |
| 4     | 25 a 29 | 4     |
| 8     | 20 a 24 | 4     |
| 0     | 15 a 19 | 0     |
| 8     | 10 a 14 | 4     |
| 0     | 5 a 9   | 8     |
| 8     | 0 a 4   | 0     |

## Economia
El 2007 la població en edat de treballar era de 74 persones, 60 eren actives i 14 eren inactives. De les 60 persones actives 57 estaven ocupades (29 homes i 28 dones) i 3 estaven aturades (1 home i 2 dones). De les 14 persones inactives 5 estaven jubilades, 7 estaven estudiant i 2 estaven classificades com a «altres inactius».

### Ingressos
El 2009 a Les Loges-sur-Brécey hi havia 56 unitats fiscals que integraven 149 persones, la mediana anual d'ingressos fiscals per persona era de 13.764 €.

### Activitats econòmiques
Els 2 establiments que hi havia el 2007 eren d'empreses de construcció.
L'únic servei als particulars que hi havia el 2009 era un guixaire pintor.
L'any 2000 a Les Loges-sur-Brécey hi havia 36 explotacions agrícoles que ocupaven un total de 459 hectàrees.

## Poblacions més properes
El següent diagrama mostra les poblacions més properes.